# From the Dawn of Time
From the Dawn of Time – trzeci album projektu muzycznego Koto, wydany w 1992. Kompozytorem, producentem i wykonawcą wszystkich utworów był Michiel van der Kuy. W przeciwieństwie do poprzednich albumów Koto, From the Dawn of Time zawiera wyłącznie autorskie utwory Michiela van der Kuya.

## Spis utworów
1. „From The Dawn Of Time” - 5:30
2. „Phenomenon Choir” - 5:06
3. „Mind Machine” - 6:37
4. „Logic Control” - 4:34
5. „Acknowledge” - 6:01
6. „Jungian Dream” - 4:12
7. „Mystery Bomber” - 4:41
8. „Time” - 6:07
9. „Mechanic Sense” - 6:00
10. „Cosmic Connection” - 4:31
11. „Epic Saga” - 4:16

## Pochodzenie tytułu albumu
W tytułowym utworze albumu trzykrotnie wykorzystano przetworzone dźwiękowo słowa, wypowiedziane przez Seana Connery’ego w prologu filmu Nieśmiertelny (1986). Pierwsze słowa From the Dawn of Time posłużyły za tytuł utworu i zarazem całego albumu. Nie był to jednak pełny cytat. Za pierwszym i trzecim razem wykorzystano słowa:
From the dawn of time we came,

moving silently

down through the centuries.

No one has ever known we were among you...

until now.
Za drugim razem użyto lekko zmienionej formy:
From the dawn of time we came,

Living many secret lives,

No one has ever known we were among you...

until now.
Ponadto w tym utworze zacytowano fanfary ze słynnej kompozycji Richarda Straussa Also sprach Zarathustra.

## Single
Dwa obecne na albumie utwory były wcześniej opublikowane na singlach i maxi singlach: „Time” (1989) oraz „Acknowledge” (1990). Wraz z albumem, na maxi singlach wydano dwa kolejne, „Mechanic Sense” oraz „Mind Machine”, każdy w trzech wersjach.